# Luz Pozo Garza
Luz Pozo Garza (Riba d'Eu, 21 de julho de 1922 — Corunha, 20 de abril de 2020) foi uma escritora, crítica literária e poeta galega, uma das mais destacadas da literatura galega da segunda metade do século XX, renovadora tanto na forma como na temática abordada. Uma de suas obras mais destacadas é Códice Calixtino.
Em 2005, foi reconhecida com a Medalha Castelao. Desde 1996, foi membro numerário da Real Academia Galega, ocupando o cargo de vice-secretária de 1997 a 2001. Em 2007, foi proposta pela Associação de Escritores em Língua Galega para o Prêmio Nobel de Literatura. Os seus poemas foram traduzidos ao castelhano, português, catalão, francês, inglês, alemão, húngaro, russo e japonês.
Faleceu, em 20 de abril de 2020, na cidade da Corunha, onde residia desde o final da década de 1980.